# Monceaux-en-Bessin
Monceaux-en-Bessin là một xã ở tỉnh Calvados, thuộc vùng Normandie ở tây bắc nước Pháp. Les habitants se nomment les monçoises et les monçois.

## Dân số
| Năm | 1962 | 1968 | 1975 | 1982 | 1990 | 1999 |
| --- | ---- | ---- | ---- | ---- | ---- | ---- |
| Dân số | 268  | 244  | 278  | 346  | 395  | 384  |
| From the year 1962 on: No double counting—residents of multiple communes (e.g. students and military personnel) are counted only once. |      |      |      |      |      |      |